# Bisbat de Mukàtxevo
El bisbat de Mukàtxevo (ucraïnès:  Мукачівська дієцезія Римсько-католицької церкви; llatí: Dioecesis Munkacsiensis Latinorum) és una seu de l'Església catòlica a Ucraïna, sufragània de l'arquebisbat de Lviv.
Al 2019 tenia 54.000 batejats. Actualment es troba vacant, sota l'administració apostòlica de Mykola Petro Lučok, O.P.

## Territori
L'arxidiòcesi comprèn la Rutènia subcarpàtica (oblast de Transcarpàcia).
La seu episcopal és la ciutat de Mukàtxevo, on es troba la catedral de Sant Martí de Tours.
El territori està dividit en 100 parròquies

## Història
L'administració apostòlica de la Transcarpàcia va ser erigida el 14 d'agost de 1993 amb el decret Quo aptius provideretur de la Sacra Congregació per als Bisbes, prenent el territori a la diòcesi de Satu Mare.
De la institució el 1997 l'administració apostòlica fou confiada a la cura pastoral del nunci apostòlic a Ucraïna, l'italià Antonio Franco.
El 27 de març de 2002 l'administració apostòlica va ser elevada a diòcesi en virtut de la butlla Cum Transcarpatiae del papa Joan Pau II.

## Cronologia episcopal
- Antonio Franco (14 d'agost de 1993 - 7 d'octubre de 1997 renuncià)
- Antal Majnek, O.F.M. (7 d'octubre de 1997 – 28 de gener de 2022 renuncià)
  - Mykola Petro Lučok, O.P., des del 28 de gener de 2022 (administrador apostòlic)

## Estadístiques
A finals del 2019, la diòcesi tenia 54.000 batejats.
| any  | població | població | població | sacerdots | sacerdots       | sacerdots       | sacerdots             | diàques | religiosos | religiosos | parroquies |
| ---- | -------- | -------- | -------- | --------- | --------------- | --------------- | --------------------- | ------- | ---------- | ---------- | ---------- |
| any  | batejats | total    | %        | total     | clergat secular | clergat regular | batejats por sacerdot | diàques | homes      | dones      |            |
| 1997 | 65.000   | ?        | ?        | 22        | 10              | 12              | 2.954                 |         | 13         | 26         | 45         |
| 2000 | 54.000   | ?        | ?        | 31        | 12              | 19              | 1.741                 | 1       | 33         | 26         | 45         |
| 2001 | 53.800   | ?        | ?        | 27        | 7               | 20              | 1.992                 | 1       | 34         | 19         | 49         |
| 2002 | 52.000   | ?        | ?        | 30        | 10              | 20              | 1.733                 | 1       | 34         | 19         | 49         |
| 2003 | 52.000   | ?        | ?        | 27        | 13              | 14              | 1.925                 | 1       | 28         | 19         | 49         |
| 2004 | 53.000   | ?        | ?        | 30        | 16              | 14              | 1.766                 | 1       | 14         | 36         | 95         |
| 2010 | 58.000   | ?        | ?        | 35        | 18              | 17              | 1.657                 | 1       | 18         | 53         | 97         |
| 2013 | 58.000   | ?        | ?        | 39        | 24              | 15              | 1.487                 | 1       | 16         | 46         | 97         |
| 2016 | 54.000   | ?        | ?        | 36        | 22              | 14              | 1.500                 | 2       | 15         | 37         | 100        |
| 2019 | 54.000   | ?        | ?        | 33        | 19              | 14              | 1.636                 | 1       | 14         | 37         | 100        |